# Ivar Nilsson
Ivar Bengt Nilsson (ur. 12 czerwca 1933 w Göteborgu, zm. 26 lutego 2019 w Mölnlycke) – szwedzki łyżwiarz szybki, brązowy medalista mistrzostw świata.

## Kariera
Największy sukces w karierze Ivar Nilsson osiągnął w 1962 roku, kiedy zdobył brązowy medal podczas mistrzostw świata w wieloboju w Moskwie. W zawodach tych wyprzedzili go jedynie Wiktor Kosiczkin z ZSRR i Holender Henk van der Grift. Był to jedyny medal wywalczony przez niego na międzynarodowej imprezie tej rangi. Szwed wygrał tam bieg na 5000 m, był drugi na 10 000 m, piąty na 1500 m, a w biegu na 500 m zajął dwudziestą pozycję. Był ponadto czwarty na mistrzostwach Europy w Oslo w 1960 roku i rozgrywanych rok później mistrzostwach Europy w Helsinkach. W obu przypadkach dwukrotnie plasował się w pierwszej trójce; w 1960 roku wygrał na 10 000 m i był trzeci na dwukrotnie krótszym dystansie, a rok później w obu tych biegach był drugi. W walce o medal najpierw pokonał go Norweg Roald Aas, a następnie lepszy był Francuz André Kouprianoff.
W 1960 roku wziął udział w igrzyskach olimpijskich w Squaw Valley, zajmując między innymi czwarte miejsce na dystansie 10 000 m. Walkę o podium przegrał wtedy ze swym rodakiem, Kjellem Bäckmanem. Na tych samych igrzyskach był również siódmy w biegu na 5000 m. Podczas rozgrywanych cztery lata później igrzysk w Innsbrucku był siódmy na 5000 m, dziesiąty na 10 000 m, a w biegu na 1500 m zajął dziewiętnastą pozycję.